# Tianlin, Shanghai
Tianlin är ett stadsdelsdistrikt i Kina. Det ligger i Xuhui i storstadsområdet Shanghai, i den östra delen av landet, nära eller i den centrala stadskärnan. Antalet invånare är 97 171. Befolkningen består av 49 546 kvinnor och 47 625 män. Barn under 15 år utgör 7,0 %, vuxna 15-64 år 76 %, och äldre över 65 år 16,0 %.